# TDRS

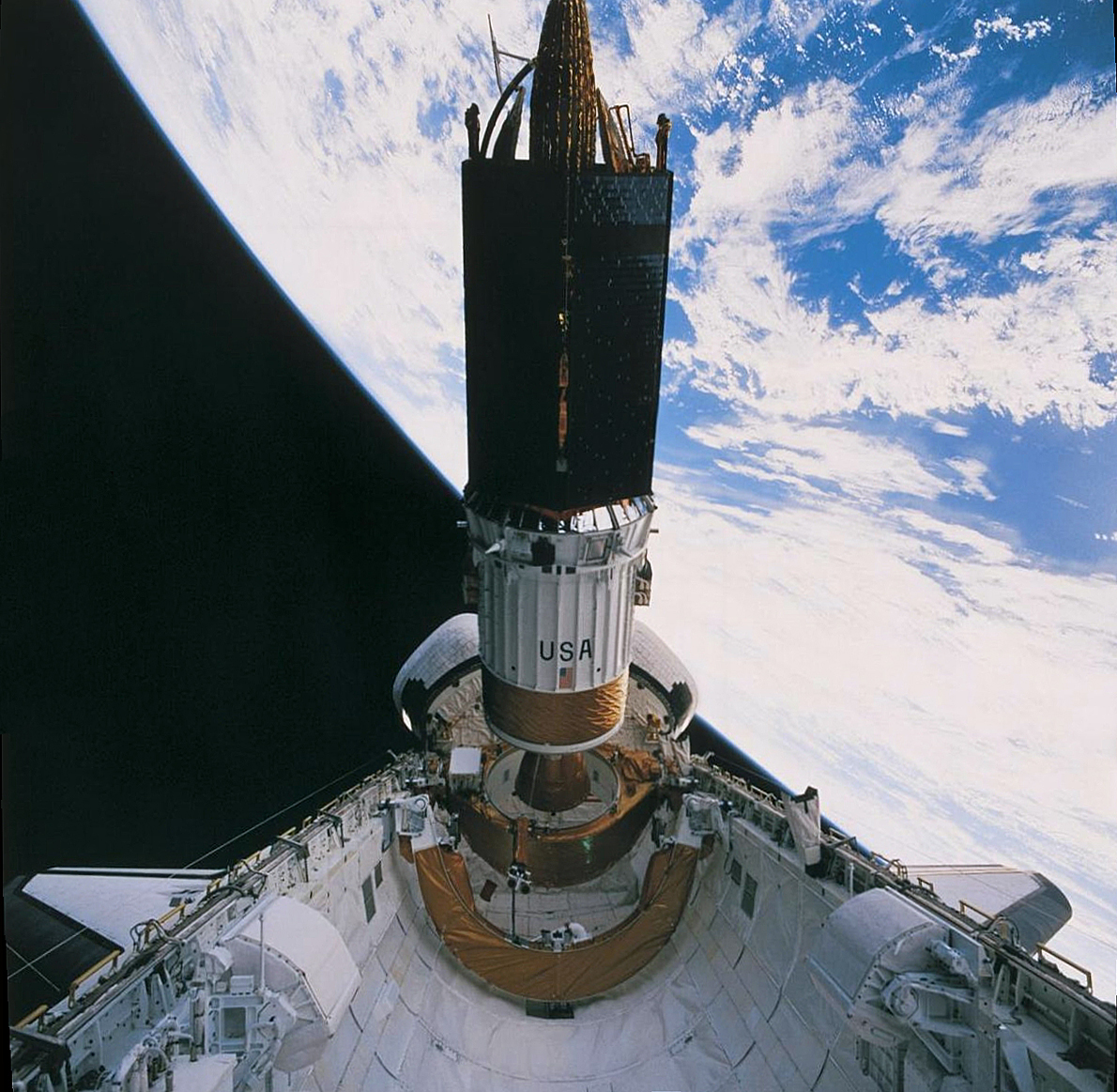
Запуск TDRS с борта космического челнока Индевор в ходе STS-54

TDRS (англ. Tracking and Data Relay Satellite — Спутник сопровождения объектов и передачи данных) — тип американских геостационарных спутников связи, часть системы двойного назначения Tracking and data relay satellite system (TDRSS), используемой Вооружёнными силами США, НАСА и другими американскими правительственными организациями для организации связи и обмена информацией между низколетящими объектами (спутниками, МКС, воздушными шарами, самолетами, в том числе ударными БПЛА) и наземными станциями.

## История создания
Первоначально спутники системы TDRSS предназначались для замены сети наземных станций космической связи. По естественным причинам время сеанса обмена данными с наземной станцией ограничено временем нахождения спутников в зоне хорошей радиовидимости. Проблема может быть решена с помощью строительства наземных станций в различных частях земного шара, в том числе не на своей территории, что несет известные политические риски и приводит к необходимости содержать большое количество обслуживающего персонала на множестве объектов, удаленных друг от друга на большие расстояния. Система TDRSS создавалась с целью уменьшить зависимость НАСА от сети наземных станций и увеличить число аппаратов, постоянно находящихся на связи. Другой целью было увеличение количества передаваемой информации.
Система TDRSS состоит из спутников, находящихся на геостационарной орбите. Первые семь аппаратов были построены корпорацией TRW Inc., следующие — спутникостроительным подразделением компании Boeing. Всего было запущено 10 спутников TDRS. Один, TDRS-В, был потерян при катастрофе шаттла Челленджер 28 января 1986 года. На 2013 год в системе работают 7 космических аппаратов. В декабре 2007 года компании Boeing были заказаны новые спутники (TDRS-L и TDRS-K). В ноябре 2011 года НАСА объявило о решении создать новое поколение спутников — TDRS-M.

## История выведения спутников TDRS

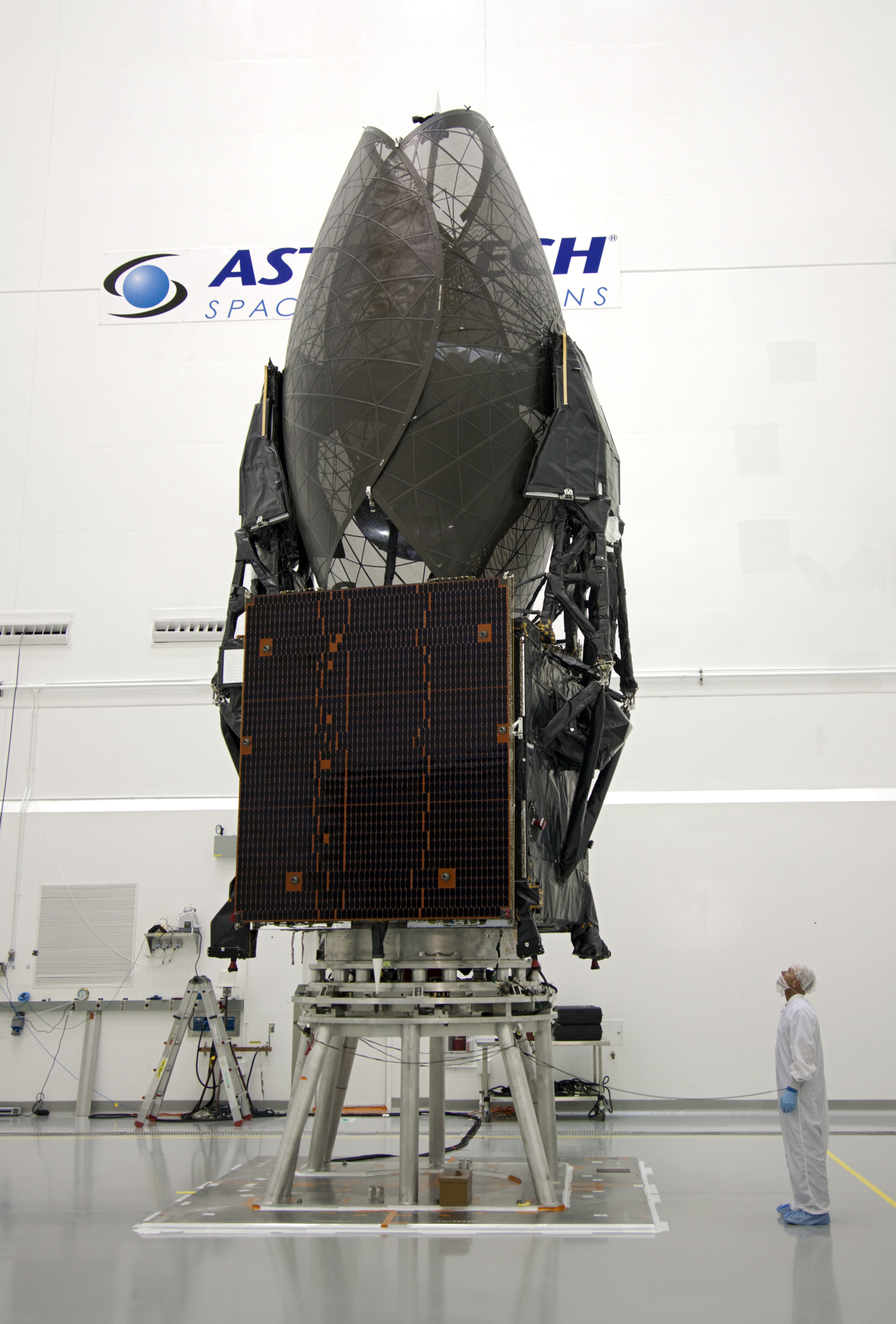
TDRS-K в космическом центре Кенеди

Первый спутник системы TDRS был запущен на борту шаттла Челленджер 4 апреля 1983 года в ходе полета STS-6. Компания Boeing изготовила разгонный блок, который после отделения от шаттла на низкой опорной орбите должен был довывести спутник на высокоэнергетическую ГСО. Разгонный блок отработал нештатно, в результате чего спутник был выведен на нерасчетную орбиту. НАСА удалось завершить выведение, используя собственную двигательную установку TDRS-1, но это существенно сократило возможное время активного существования аппарата и увеличило затраты на его управление. Спутникам TDRS для нормальной работы в составе системы необходимо поддерживать определенное местоположение на орбите с помощью реактивных двигателей малой тяги, использующих бортовой запас топлива. Когда топливо заканчивается, коррекция орбиты становится невозможной, и спутник выводится из системы. Фактически это означает прекращение его работы.
Спутник TDRS-2 был потерян в результате катастрофы Челленджера в апреле 1986 года. По заключению комиссии среди основных причин, приведших к гибели шаттла, не указывалась нештатная работа полезной нагрузки в грузовом отсеке.
Следующие 5 аппаратов, построенных TRW, были успешно выведены на орбиту в грузовых отсеках космических челноков. Аппараты компании Boeing выводились РН Атлас в 2000 и 2002.

## Обозначение и конструкция
Спутники TDRS имеют двойное обозначение. Аппараты обозначаются как последовательно всеми буквами латинского алфавита начиная с А, так и цифрами, начиная с 1. Все спутники несут на борту транспондеры S и Ku диапазонов (
спутники второго поколения дополнительно Ka-диапазона). Все космические аппараты TDRS используют оборудование, способное использовать различные несущие частоты. Спутники второго и третьего поколения компании Boeing имеют большую пропускную способность.

## Наземный сегмент
Наземный сегмент управления спутниками TDRS состоит из двух одинаковых станций, расположенных на территории комплекса White Sands в Нью-Мексико. Всё управление системой (передача радиокоманд и приём телеметрии) ведётся из этого комплекса. Так же существует дополнительный комплекс на острове Гуам.

## Список спутников
| Название         | Дата запуска                  | Ракета-носитель     | Космодром          | NSSDC ID  | SCN   | Статус                                                                                            |
| ---------------- | ----------------------------- | ------------------- | ------------------ | --------- | ----- | ------------------------------------------------------------------------------------------------- |
| Первое поколение |                               |                     |                    |           |       |                                                                                                   |
| TDRS-A (TDRS-1)  | 4 апреля 1983                 | Челленджер STS-6    | Кеннеди, LC-39A    | 1983-026B | 13969 | выведен из состава системы в октябре 2009, переведён на орбиту захоронения, отключён 27 июня 2010 |
| TDRS-B (TDRS-2)  | 28 января 1986                | Челленджер STS-51-L | Кеннеди, LC-39B    | TDRSS-B   |       | потерян в результате катастрофы шаттла Челленджер                                                 |
| TDRS-C (TDRS-3)  | 29 сентября 1988              | Дискавери STS-26    | Кеннеди, LC-39B    | 1988-091B | 19548 | в резерве                                                                                         |
| TDRS-D (TDRS-4)  | 13 марта 1989                 | Дискавери STS-29    | Кеннеди, LC-39B    | 1989-021B | 19883 | выведен из состава системы в декабре 2011, переведён на орбиту захоронения в 2012                 |
| TDRS-E (TDRS-5)  | 2 августа 1991                | Атлантис STS-43     | Кеннеди, LC-39A    | 1991-054B | 21639 | в резерве                                                                                         |
| TDRS-F (TDRS-6)  | 13 января 1993                | Индевор STS-54      | Кеннеди, LC-39B    | 1993-003B | 22314 | действующий                                                                                       |
| TDRS-G (TDRS-7)  | 13 июля 1995                  | Дискавери STS-70    | Кеннеди, LC-39B    | 1995-035B | 23613 | замена потерянного TDRS-B, действующий                                                            |
| Второе поколение |                               |                     |                    |           |       |                                                                                                   |
| TDRS-H (TDRS-8)  | 30 июня 2000                  | Атлас-2A            | Канаверал, SLC-36A | 2000-034A | 26388 | действующий                                                                                       |
| TDRS-I (TDRS-9)  | 8 марта 2002                  | Атлас-2A            | Канаверал, SLC-36A | 2002-011A | 27389 | действующий                                                                                       |
| TDRS-J (TDRS-10) | 5 декабря 2002                | Атлас-2A            | Канаверал, SLC-36A | 2002-055A | 27566 | действующий                                                                                       |
| Третье поколение |                               |                     |                    |           |       |                                                                                                   |
| TDRS-K (TDRS-11) | 31 января 2013                | Атлас-5 401         | Канаверал, SLC-41  | 2013-004A | 39070 | действующий                                                                                       |
| TDRS-L (TDRS-12) | 24 января 2014                | Атлас-5 401         | Канаверал, SLC-41  | 2014-004A | 39504 | действующий                                                                                       |
| TDRS-M (TDRS-13) | 18 августа 2017 (планируется) | Атлас-5 401         | Канаверал, SLC-41  |           |       |                                                                                                   |